# Mompha bradleyi
Mompha bradleyi ist ein Schmetterling (Nachtfalter) aus der Familie der Fransenmotten (Momphidae).

## Merkmale
Die Falter erreichen eine Flügelspannweite von 9 bis 11 Millimeter. Sie sind Mompha divisella sehr ähnlich und unterscheiden sich durch den etwas öligen Glanz der Vorderflügel und die häufig ziemlich undeutliche Zeichnung vor allem bei den Männchen.
Bei den Männchen ist der Cucullus an der Basis doppelt so breit wie am distalen Ende. Der Sacculus verjüngt sich distal zu einer leicht gebogenen scharfen Spitze, die nicht bis zur Spitze des Cucullus reicht. Der Aedeagus ist mit drei Cornuti unterschiedlicher Länge versehen. Der linke Cornutus ist der kürzeste. Er ist hakenförmig und distal mit winzigen Nadeln besetzt. Der rechte Cornutus ist am längsten, er ist schlank und gebogen. Die breite Basis des Cucullus und die Form der Cornuti sind für die Art charakteristisch.
Bei den Weibchen hat das 8. Tergit einen konvex geformten hinteren Rand und einen undeutlichen nicht sklerotisierten Bereich. Der Sinus vaginalis ist deutlich schmaler als der breiteste Abschnitt des Ductus bursae. Der Anfang des Ductus seminalis ist groß und langgestreckt.

## Verbreitung
Mompha bradleyi ist in West- und Mitteleuropa beheimatet. Nach Fauna Europaea kommt die Art in Europa in folgenden Staaten vor: England, Frankreich, Niederlande, Deutschland, Tschechien, Österreich, Ungarn, Slowakei, Polen, Rumänien, Belarus.

## Biologie
Die Raupen entwickeln sich an Zottigem Weidenröschen (Epilobium hirsutum). Infolge der Fraßtätigkeit bildet sich im Juli an der Pflanzenspitze oder häufiger an einem blühenden Seitenstängel eine auffällige, manchmal rot gefärbte Pflanzengalle. Am Hauptstängel wird durch die Gallenbildung das Wachstum deutlich gehemmt, während die Pflanzengalle an Seitentrieben einen geringeren Einfluss hat. Die Art bildet eine Generation pro Jahr, die Falter fliegen ab Mitte Juli, überwintern und können im folgenden Jahr wieder ab Ende Mai beobachtet werden.